# 二本木新町
二本木新町（にほんぎしんまち）は、愛知県安城市の地名。

## 地理
安城市北西部に位置する。東は篠目町・井杭山町、南は二本木町、北は知立市、南西は美園町、南東は箕浦町・池浦町に接する。

### 学区
市立小・中学校に通う場合、学校等は以下の通りとなる。また、公立高等学校に通う場合の学区は以下の通りとなる。
| 番・番地等 | 小学校               | 中学校             | 高等学校 |
| ---------- | -------------------- | ------------------ | -------- |
| 全域       | 安城市立梨の里小学校 | 安城市立篠目中学校 | 三河学区 |

## 河川
- 吹戸川[1]

## 歴史

### 人口の変遷
国勢調査による人口および世帯数の推移。
| 1995年（平成7年）  | 1012世帯 2189人 |  |
| 2000年（平成12年） | 1288世帯 2933人 |  |
| 2005年（平成17年） | 1571世帯 3501人 |  |
| 2010年（平成22年） | 1324世帯 2701人 |  |
| 2015年（平成27年） | 1376世帯 2875人 |  |
| 2020年（令和2年）  | 1341世帯 2789人 |  |

### 沿革
JR三河安城駅周辺で行われた安城新幹線駅周辺土地区画整理事業に合わせて、2006年10月7日に、三丁目・神楽山・東中根を三河安城町、三河安城本町、三河安城東町、三河安城南町と篠目町童子に再編したほか、二本木町明専の一部を二本木新町三丁目に編入した。

## 交通
- 東海道新幹線[1]
- JR東海道本線[1]
- 国道23号[1]
- 愛知県道竜神安城線[1]
- 市道大西線[1]

## 施設
- ニチバン[1]
- 関西ヤマザキ[1]

### WEB
1. ↑  “愛知県安城市の町丁・字一覧”.   人口統計ラボ. 2023年8月26日閲覧。
2. 1 2  総務省統計局 (2022年2月10日). “令和2年国勢調査の調査結果(e-Stat) - 男女別人口，外国人人口及び世帯数－町丁・字等” (CSV). 2023年8月2日閲覧。
3. ↑  “愛知県安城市の郵便番号一覧”.   日本郵便. 2023年8月26日閲覧。
4. ↑  “市外局番の一覧” (PDF).   総務省 (2022年3月1日). 2022年3月22日閲覧。
5. ↑  安城市役所教育振興部学校教育課学事係 (2022年4月7日). “小中学校区一覧（町別50音順）”.   安城市. 2023年10月9日閲覧。
6. ↑  “平成29年度以降の愛知県公立高等学校（全日制課程）入学者選抜における通学区域並びに群及びグループ分け案について”.   愛知県教育委員会 (2015年2月16日). 2019年1月14日閲覧。
7. ↑  総務省統計局 (2014年3月28日). “平成7年国勢調査の調査結果(e-Stat) - 男女別人口及び世帯数 －町丁・字等” (CSV). 2021年7月20日閲覧。
8. ↑  総務省統計局 (2014年5月30日). “平成12年国勢調査の調査結果(e-Stat) - 男女別人口及び世帯数 －町丁・字等” (CSV). 2021年7月20日閲覧。
9. ↑  総務省統計局 (2014年6月27日). “平成17年国勢調査の調査結果(e-Stat) - 男女別人口及び世帯数 －町丁・字等” (CSV). 2021年7月21日閲覧。
10. ↑  総務省統計局 (2012年1月20日). “平成22年国勢調査の調査結果(e-Stat) - 男女別人口及び世帯数 －町丁・字等” (CSV). 2021年7月21日閲覧。
11. ↑  総務省統計局 (2017年1月27日). “平成27年国勢調査の調査結果(e-Stat) - 男女別人口及び世帯数 －町丁・字等” (CSV). 2021年7月21日閲覧。
12. ↑  “区画整理による住所変更”.  安城市. 2024年3月15日閲覧。
13. ↑  “三河安城地区（安城新幹線駅周辺土地区画整理事業）地番変更対照表” (PDF).  安城市. 2024年3月15日閲覧。

### 書籍
1. 1 2 3 4 5 6 7 8 9 10  「角川日本地名大辞典」編纂委員会 1989, p. 1566.